# Лод (железнодорожная станция)
Лод (ивр. תחנת הרכבת לוד‎) — главная железнодорожная станция Лода в Израиле.
Нынешняя станция открылась в 2020 году. К станции прилегает многофункциональный центр, где расположены торговые зоны, управление Израильских железных дорог и школа железнодорожников. Станция имеет 15 путей.
Первая станция в Лоде (Лидде) открылась в 1982 году с запуском первой в Палестине железнодорожной линии Яффа — Иерусалим. Во время британского мандата в 1920 году была открыта новая станция около сегодняшней. Станция стала важнейшим железнодорожным узлом Палестины, также рядом был построен крупный аэропорт. В Лоде сходились линии, ведущие к морю, и линия из Хайфы в Каир. В 1940-е годы, когда железнодорожная сеть Палестины соединилась с ливанской, а через неё — с Европой, станция стала важным региональным узлом. Во время Арабского восстания британцы установили по периметру станции несколько сторожевых вышек и ввели патрули. Сегодня здание британской станции сохранено как исторический памятник.